# Panneau de signalisation routière en France

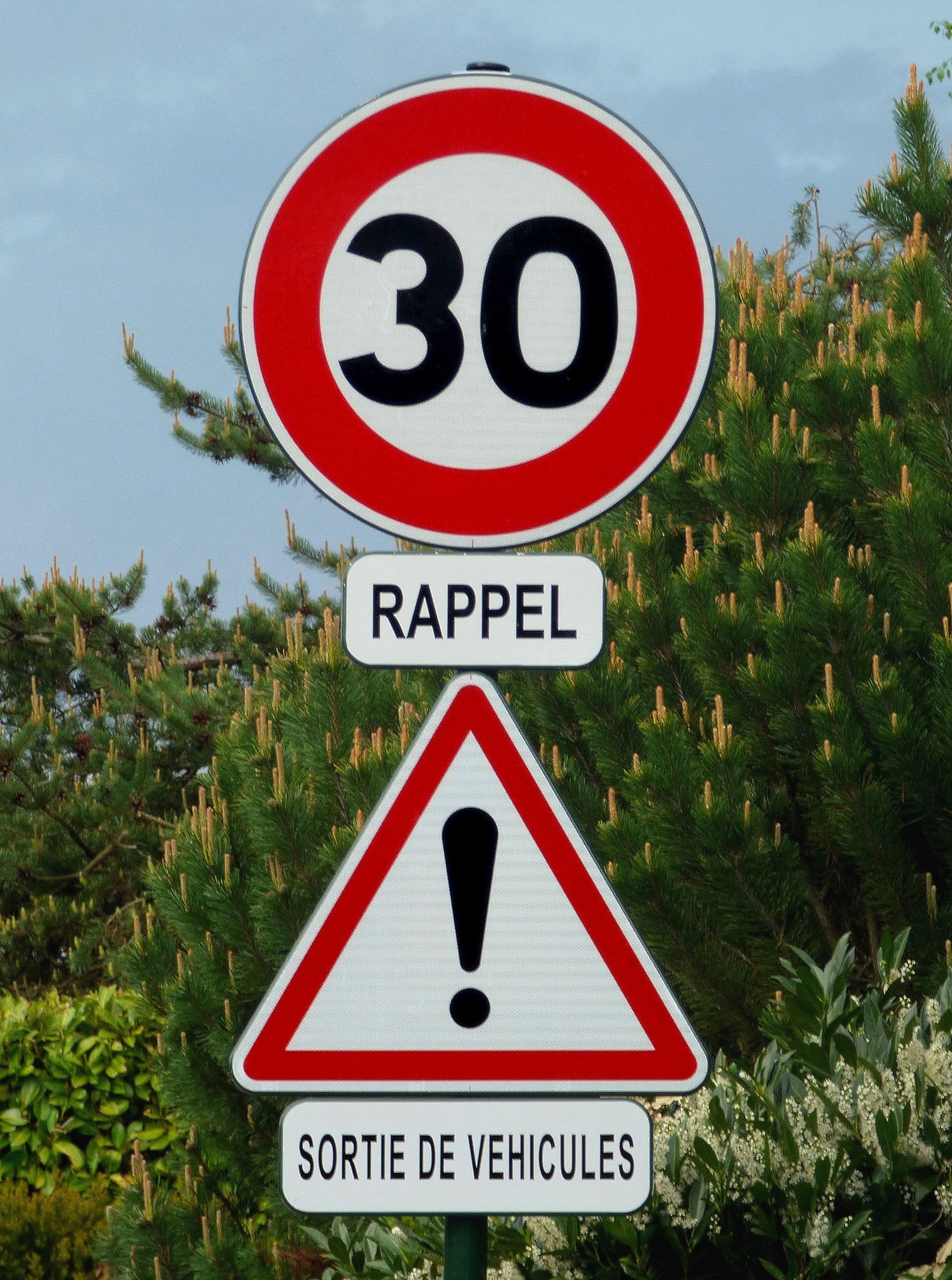
Deux panneaux de signalisation (B14 et A14), accompagnés de panonceaux (M9z).

Le présent article est consacré à la signalisation routière par panneaux en France.
On distingue cinq types de signalisation : la signalisation par panneaux, la signalisation par feux, la signalisation par marquage des chaussées, la signalisation par balisage, la signalisation par bornage.

## Historique (dates principales)
En 1946, instruction générale sur la signalisation :
- signalisation d'obstacles (forme triangulaire, fond crème, listel bleu foncé) ;
- signalisation de localisation (texte blanc, fond bleu foncé) ;
- panneaux d'interdiction (forme ronde, listel rouge) ;
- panneaux d'indication (forme carrée, fond bleu, listel blanc) ;
- signalisation de direction (rectangulaire souvent avec une pointe).

Un nouveau protocole international, adopté en 1949 à Genève, entraîne la disparition de panneaux et de catégories et le changement de nom de certaines de ces catégories, on retrouve alors les panneaux de danger, d'indication et de prescription absolue.
En 1954, officialisation du panneau « STOP ».
En 1968, Convention de Vienne sur la signalisation routière.
En 1971, Accord européen de Genève sur la signalisation routière.
En 1973, Protocole additionnel à la convention de Vienne concernant les marques routières.
En 1997, Recommandations du conseil économique et social européen.

## Typologie des panneaux
Les panneaux de signalisation français se répartissent en différents types :
- Type A – Panneaux de danger (29 panneaux)
- Type AB - Panneaux d'intersection et de priorité (9 panneaux)
- Type B - Panneaux de prescription  se subdivisant en : Panneaux d'interdiction - Panneaux d'obligation - Panneaux de fin de prescription. (88 panneaux)
- Type C - Panneaux d'indications  utiles pour la conduite des véhicules (52 panneaux)
- Type CE - Panneaux d'indication d'installations pouvant être utiles aux usagers de la route (39 panneaux)
- Type D - Panneaux de direction  (56 panneaux)
- Type Dp - Panneaux de jalonnement piétonnier (4 panneaux)
- Type Dv - Panneaux de jalonnement des aménagements cyclables (13 panneaux)
- Type Dc - Panneaux de signalisation d’information locale (2 panneaux)[1].
- Type E - Panneaux de localisation (26 panneaux[2])
- Type EB - Panneaux de début et de fin d'agglomération (2 panneaux)
- Type F relatif aux bornes de jalonnement kilométrique et hectométrique qui figurait dans l'arrêté du 24 novembre 1967 initial, mais a été supprimé depuis, les bornes sont classés dans la catégorie de type E 50.
- Type G - Panneaux de position des passages à niveau (10 signaux)
- Type H - Panneaux d'information (10 panneaux)
- Type ID - Idéogrammes, emblèmes et logotypes (101 panneaux[3])
- Type J - Balises (13 signaux)
- Type AK, K, KC et KD - Panneaux de signalisation temporaire (35 panneaux)
- Type M - Panneaux additionnels ou panonceaux (59 panneaux)
- Type R - Feux et signaux lumineux (15 signaux)
- Type SE - Symboles (37 signaux)
- Type SR - Panneaux d’information de sécurité routière (4 panneaux)[1].
- Type X - Signal spécifique à la signalisation dynamique

## Catégories de panneaux
On distingue quatre catégories de panneaux :
- SP (police permanente) ;
- SD (directionnelle permanente) ;
- TP (police temporaire) ;
- TD (directionnelle temporaire).

## Forme des panneaux
Les formes des panneaux sont les suivantes :
- panneaux de danger : triangulaires.
- panneaux relatifs aux intersections et notifiant les régimes de priorité : triangulaires, carrés (panneaux placés sur pointe) et octogonaux.
- panneaux de prescription : circulaires.
- autres panneaux : rectangulaires à côtés horizontaux et verticaux.

Toutefois certains panneaux de direction comportent en outre une pointe de flèche dirigée vers la droite ou vers la gauche (Type D).
Les angles des balises et panneaux polygonaux sont remplacés par des arrondis afin d'éviter les accidents du fait de heurt par un piéton.
Par exception, l'arrondi n'est pas obligatoire pour les panneaux rectangulaires ou octogonaux placés sur les accotements interdits aux piétons et sur les voies rapides interdites aux piétons. Cette dispense ne s'applique pas aux triangles.
Sur les routes où la signalisation est portée par des portiques, des consoles ou des tympans d'ouvrages d'art on peut faire figurer une représentation du signal dans un registre rectangulaire. Le fond de ce registre est de couleur blanche.
Attention au panneau C 111 qui indique l'entrée d'un tunnel. Bien que bleu et carré (indication) ce panneau interdit le demi tour ou l'arrêt hors emplacement d'arrêts d'urgence et oblige à allumer les feux de croisement. Le fait que soient liées des interdictions et obligations à un panneau dont la forme et la couleur sont ceux des panneaux d'indication peut induire l'automobiliste en erreur.

## Dimensions
Il existe sept gammes de dimensions définies dans l’instruction interministérielle sur la signalisation routière.
| Gamme et type  | A        | AB4      | B        | AB6      | C et CE  |
| -------------- | -------- | -------- | -------- | -------- | -------- |
| Exceptionnelle |          |          |          |          | 1 500 mm |
| Supérieure     |          |          |          |          | 1 200 mm |
| Très grande    | 1 500 mm | 1 200 mm | 1 250 mm | 1 050 mm | 1 050 mm |
| Grande         | 1 250 mm | 1 000 mm | 1 050 mm | 900 mm   | 900 mm   |
| Normale        | 1 000 mm | 800 mm   | 850 mm   | 700 mm   | 700 mm   |
| Petite         | 700 mm   | 600 mm   | 650 mm   | 500 mm   | 500 mm   |
| Miniature      | 500 mm   | 400 mm   | 450 mm   | 350 mm   | 350 mm   |

En règle générale, on utilise des panneaux de la gamme normale.
Les gammes exceptionnelles et supérieures sont réservées aux panneaux de type C et CE lorsqu'ils sont exclusivement employés pour la présignalisation des aires annexes sur routes et autoroutes. Elles permettent d'ajuster la largeur cumulée des panneaux C et CE à celle du registre supérieur, qui concerne le repérage de l'aire.
Les panneaux de la très grande gamme sont employés sur les autoroutes, sauf impossibilité technique d’implantation.
Les panneaux de la grande gamme sont normalement employés sur les routes à plus de deux voies et sur certaines routes nationales à deux voies désignées à cet effet par décision du ministre de l'Équipement.
Les panneaux de la petite gamme sont utilisés quand il y a des difficultés pour l'implantation de panneaux de la gamme normale (rangée d'arbres près de la chaussée, route de montagne, accotements réduits, en tunnels, trottoirs étroits, etc.).
Les panneaux miniatures ne sont utilisés qu'exceptionnellement, et exclusivement en agglomération et en tunnel, s'il s'agit de satisfaire à des considérations esthétiques, ou dans les cas d'implantation particulièrement difficile lorsque la dimension des panneaux de la petite gamme reste encore trop importante.

## Envers du panneau
L’envers du panneau ne doit pas appeler l’attention. Les couleurs de l’envers, du bord tombé et du contre listel de fabrication doivent être neutres et ne pas reprendre celles utilisées en signalisation routière.
L'envers ne peut comporter qu'un marquage de certification réglementaire (voir ci-après), à l’exclusion de tout autre inscription ou toute publicité.
Sur l’envers du panneau figurent les systèmes de fixation sur le support. Ce sont en général des rails collés : 2 rails pour les panneaux 500, 700, 1 000 et 1 250 mm (avec 2 brides de fixation), 3 rails pour le panneau 1 500 mm (avec 3 brides de fixation).

### Signalisation directionnelle

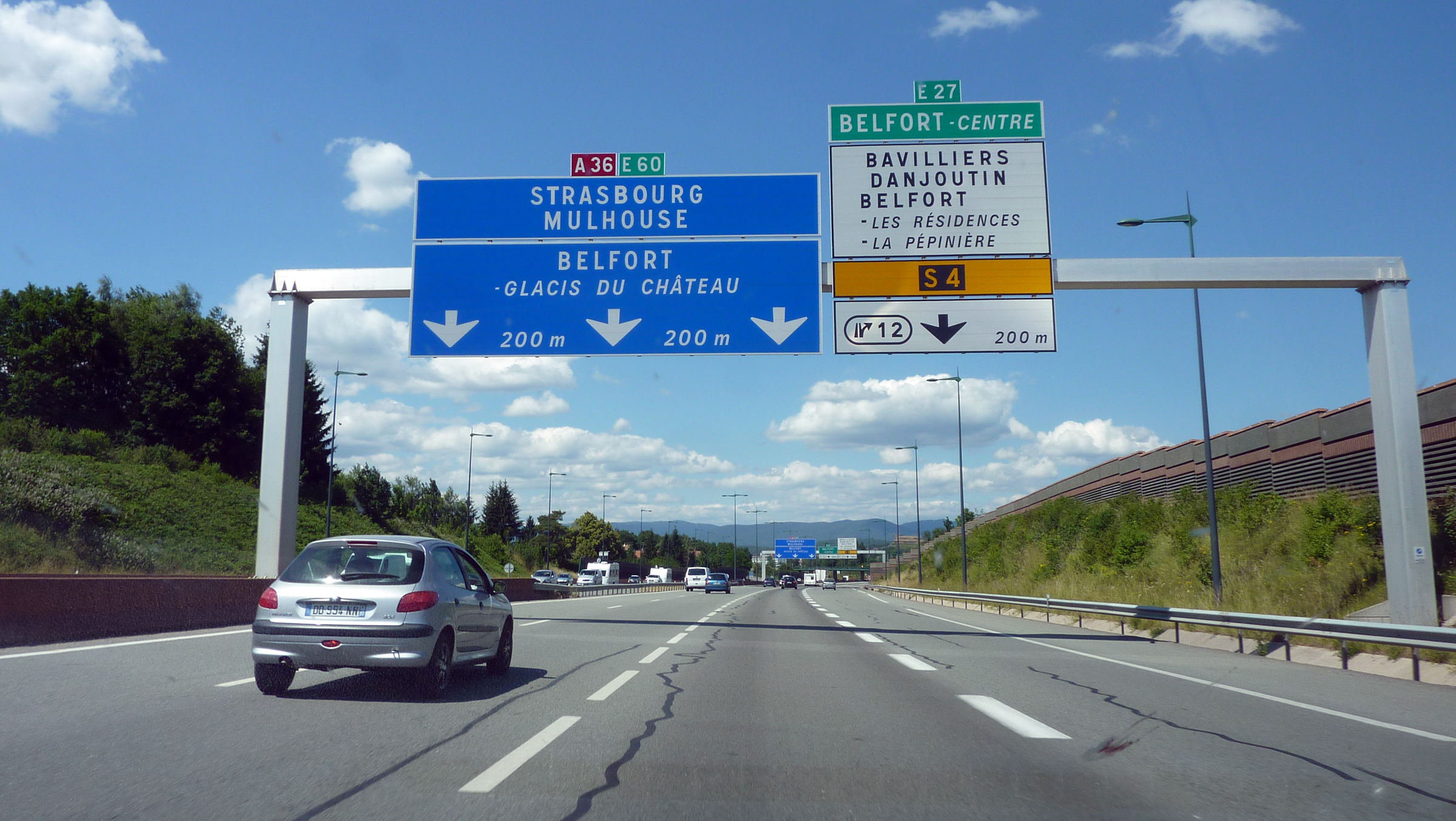
En bleu par autoroute (Strasbourg, Mulhouse, etc.), en vert pour le pôle Belfort-Centre, en blanc pour le reste (Bavilliers, Danjoutin, etc.), en jaune l'itinéraire de substitution S4.

| Pays   | Bleu                | Vert                           | Blanc           | Jaune              |
| ------ | ------------------- | ------------------------------ | --------------- | ------------------ |
| France | autoroute/nationale | pôle vert générateur de trafic | route ordinaire | travaux/déviations |

## Visibilité de nuit
Les panneaux et panonceaux de signalisation doivent être visibles et garder le même aspect de nuit comme de jour. Les signaux de danger sont tous rétroréfléchissants ou éventuellement dans certaines conditions définies ci-dessous, éclairés.
Les revêtements rétroréfléchissants doivent avoir fait l'objet, soit d'une homologation, soit d'une autorisation d'emploi à titre expérimental. La rétroréflectorisation porte sur toute la surface des panneaux et panonceaux à l'exception des parties noires ou grises.

### Classe 1
La classe 1 désigne le revêtement rétroréfléchissant minimal obligatoire pour tout panneau ou panonceau. Elle correspond aux axes où le niveau de service est le plus faible. Elle est interdite dans les cas présentés ci-dessous, pour les classes 2 et 3. 

### Classe 2

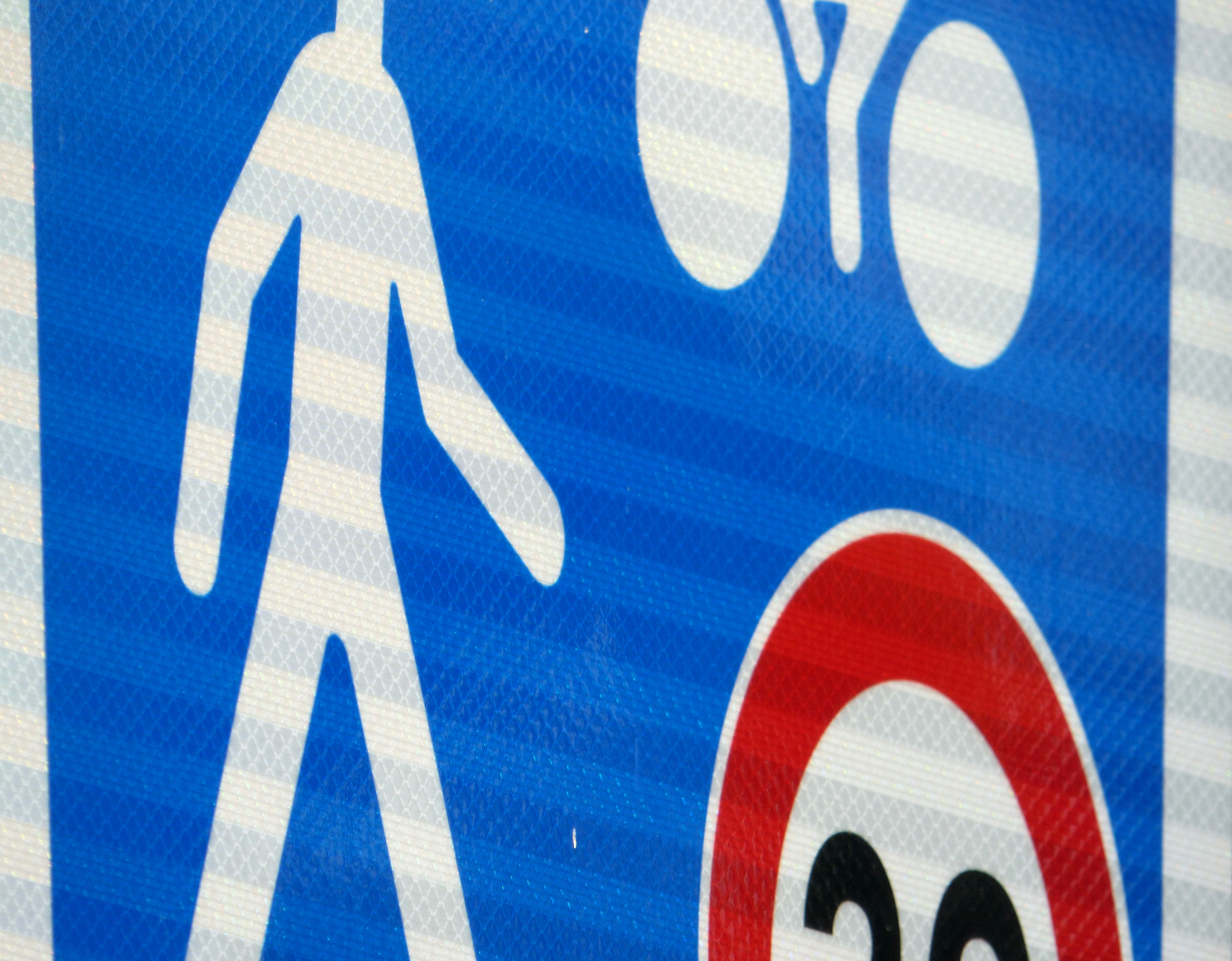
Un panneau de classe 2, au revêtement microprismatique.

La classe 2 est obligatoire pour tous les panneaux et panonceaux :
- implantés à plus de deux mètres de hauteur ;
- implantés sur autoroutes et sur routes à grande circulation, quelle que soit leur hauteur ;
- en agglomération, implantés dans les sections où la vitesse est relevée à 70 km/h.

Cette technologie a un coefficient de rétroréflexion supérieur à la classe 1, ce qui permet une détection beaucoup plus efficace et augmente la distance de lisibilité. La comparaison au bout de plusieurs années montre un avantage encore plus important pour la classe 2.

### Classe 3
Ce revêtement peut être employé pour tous les panneaux et panonceaux implantés à plus de deux mètres de hauteur. On peut utiliser cette classe en zone urbaine, pour des panneaux de type AB ou ceux disposés sur des chaussées importantes, où la vitesse est de 70 km/h. L'arrêté interministériel précise que « l'emploi d'un revêtement de classe 3 est interdit en dehors des cas désignés [précédemment] ». 
La rétroréflexion opérée par cette classe est supérieure aux deux précédentes et assure ainsi un niveau de visibilité important et encore plus durable dans le temps.

## Homologation et certification

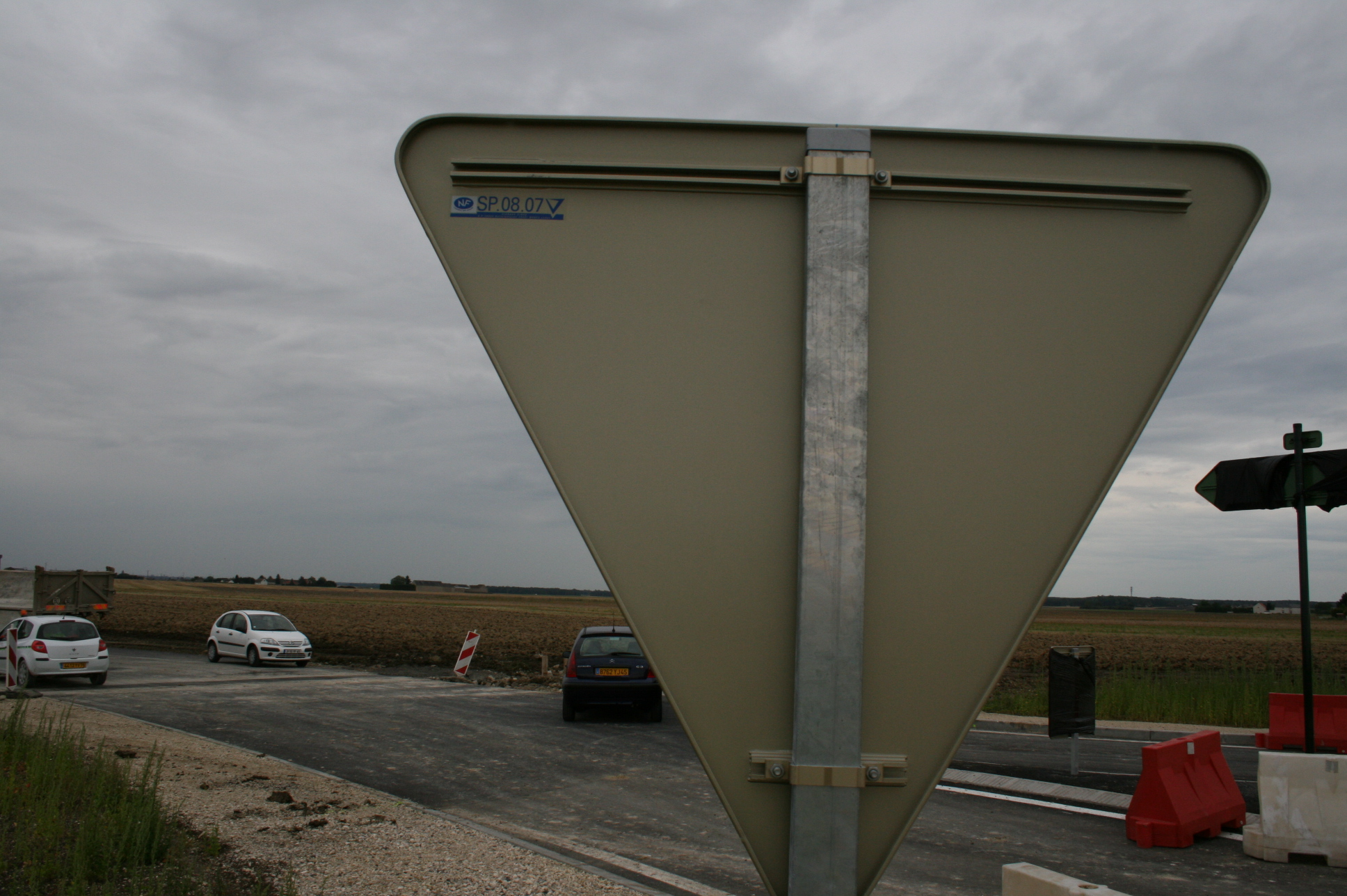
Marquage de la norme NF et de son numéro d'admission au dos d'un panneau français.

Depuis 1978, l’homologation ministérielle des équipements de la route est obligatoire sur l’ensemble des voies routières françaises. La certification NF remplace progressivement l’homologation. Ainsi, depuis 1995, la certification vaut homologation pour les équipements de signalisation routière.
Pour l’ensemble des panneaux de signalisation permanente la certification NF - Équipements de la route est obligatoire. Le marquage CE (norme européenne) est prévu pour le courant de l’année 2007.
Au dos du panneau doivent donc figurer obligatoirement les marques de certification à savoir :
- Le numéro d’admission du produit : catégorie du produit (SP dans le cas présent, pour signalisation de police), et numéro d’ordre.
- L’identification du site de fabrication du produit (en clair),
- L’identification du titulaire (facultatif)
- L’année de fabrication (deux derniers chiffres)

## Fabricants
Les différents fabricants de panneaux de signalisation routière (liste non exhaustive) :
- Abéon
- ARP Signal
- ISOSIGN
- Sécurité & Signalisation (SES)
- Signaux Girod
- Lacroix City
- Laporte Service Route
- Nadia signalisation
- Franche-comté signaux
- SVMS
- Aximum
- Nord signalistion
- Sud ouest Signalisation
- RPSO
- JCDecaux
- WPSignalisation by WORLDPLAS
- Signalétique Express
- Signal Concept

## Le cartel des panneaux
Huit fabricants leaders dans le secteur de la fourniture et de la pose de panneaux de signalisation se sont entendus aux dépens de l’État et des collectivités locales pendant près de 10 ans. Et sur une durée plus longue pour deux d’entre eux. Les entreprises ont dû s’acquitter de 52,7 millions d’euros d’amende.